# Équipe cycliste Crisa-SEEI
L'équipe cycliste Crisa-SEEI est une équipe cycliste mexicaine, ayant le statut d'équipe continentale en 2020.

## Crisa-SEEI Pro Cycling Team en 2020[1]
| Cycliste                              | Date de naissance | Nationalité | Équipe 2019                          |  |
| ------------------------------------- | ----------------- | ----------- | ------------------------------------ |  |
| José Alfredo Aguirre                  | 4 janvier 1994    | Mexique     | Inteja Dominican Cycling Team (2018) |  |
| Miguel Luis Álvarez                   | 30 décembre 1987  | Mexique     | Inteja Imca Ridea DCT                |  |
| Orlando Garibay                       | 13 octobre 1993   | Mexique     | Cylance Cycling (2017)               |  |
| Carlos Manuel Hernandez               | 12 janvier 1998   | Mexique     |                                      |  |
| Edibaldo Maldonado                    | 27 avril 1993     | Mexique     |                                      |  |
| Gilberto Jose Manuel Santoyo Gonzalez | 3 février 1997    | Mexique     |                                      |  |
| José Alfredo Santoyo                  | 15 avril 1995     | Mexique     | Canel's-Specialized (2018)           |  |
| Ignacio Sarabia                       | 15 juillet 1983   | Mexique     | Inteja Dominican Cycling Team (2018) |  |
| Uriel Sarabia                         | 31 janvier 1995   | Mexique     |                                      |  |
| Luis Francisco Villa                  | 15 août 1998      | Mexique     |                                      |  |